# Julio Jiménez
Julio Jiménez Muñoz (Avila, 28 ottobre 1934 – Avila, 8 giugno 2022) è stato un ciclista su strada e pistard spagnolo.

## Biografia
Professionista dal 1959 al 1969, vinse cinque tappe al Tour de France, quattro al Giro d'Italia e tre alla Vuelta a España. Si aggiudicò inoltre la Classifica scalatori, sia al Tour de France, sia alla Vuelta a España.
Ottimo grimpeur, seppe mettersi in luce in tutte le maggiori competizioni mondiali a tappe, riuscendo a vincere frazioni (5 al Tour, 4 al Giro, 2 alla Vuelta) e a classificarsi fra i primi cinque in tutti e tre i grandi giri, salendo una volta sul podio al Tour de France 1967, chiuso al secondo posto alle spalle di Roger Pingeon.
La sua classe e le sue attitudini fisiche gli permisero di vincere la classifica scalatori per ben tre volte consecutive al Tour de France (1964, 1965 e 1966) e per altrettante volte, sempre consecutivamente, alla Vuelta a España (1963, 1964 e 1965).
Julio Jimenez è morto nel 2022, a causa di un incidente stradale.

## Palmarès
- 1958 (dilettanti)

5ª tappa, 2ª semitappa Vuelta al Sudeste Español (Linares > Manzanares)
- 1960 (Catigene, due vittorie)

Gran Premio de Llodio
4ª tappa Volta Ciclista a Catalunya (Lleida > Puigcerdà)
- 1961 (Catigene, sei vittorie)

Gran Premio Cuprosan
1ª tappa Eibarko Bizikleta (Eibar > Elgueta)
6ª tappa Vuelta a Colombia (? > Medellín)
8ª tappa Vuelta a Colombia (Riosucio > Pereira)
9ª tappa Vuelta a Colombia (Pereira > Cali)
11ª tappa Vuelta a Colombia (? > Ibagué)
- 1962 (Faema, cinque vittorie)

Subida a Urkiola
5ª tappa Volta Ciclista a Catalunya (Manresa > Argentona)
4ª tappa Critérium du Dauphiné Libéré (Tain-l'Hermitage > Chambéry)
Campionati spagnoli, Prova in salita
Trofeo Iberduro
- 1963 (Faema, tre vittorie)

Trofeo Iberduro
Gran Premio Ponferrada
Le Mont Faron - Ligne
- 1964 (KAS, sette vittorie)

Campionati spagnoli, Prova in linea
13ª tappa Tour de France (Perpignano > Andorra)
20ª tappa Tour de France (Brive-la-Gaillarde > Clermont-Ferrand/Puy-de-Dôme)
5ª tappa Vuelta a España (Barcellona > Puigcerdà)
14ª tappa Vuelta a España (Avilés > León)
Subida a Urkiola
4ª tappa Eibarko Bizikleta (Miranda de Ebro > Eibar)
- 1965 (KAS, sette vittorie)

Campionati spagnoli, Prova in salita
Subida a Urkiola
Subida a Arrate
10ª tappa, 2ª semitappa Vuelta a España (Barcellona > Barcellona)
9ª tappa Tour de France (Dax > Bagnères-de-Bigorre)
17ª tappa Tour de France (Briançon > Aix-les-Bains)
5ª tappa Vuelta a Avila
- 1966 (KAS & Ford France, tre vittorie)

2ª tappa Giro d'Italia (Imperia > Monesi di Triora)
15ª tappa Giro d'Italia (Arona > Brescia)
16ª tappa Tour de France (Le Bourg-d'Oisans > Briançon)
- 1967 (Bic, due vittorie)

3ª tappa Tour de Luxembourg (Bettembourg > Diekirch)
Polymultipliée
- 1968 (Bic, tre vittorie)

9ªtappa Giro d'Italia (Brescia > Lido di Caldonazzo)
18ª tappa Giro d'Italia (Foligno > Abbadia San Salvatore)
4ª tappa, 2ª semitappa Vuelta a Mallorca

### Altri risultati
- 1963 (Faema)

Classifica scalatori Vuelta a España
- 1964 (KAS)

Classifica scalatori Vuelta a España
- 1965 (KAS)

Classifica scalatori Vuelta a España
Classifica scalatori Tour de France
- 1966 (Ford France)

Classifica scalatori Tour de France
- 1967 (Bic)

Classifica scalatori Tour de France

## Piazzamenti

### Grandi Giri
- Giro d'Italia

1966: 4º
1968: 10º
1969: 36º
- Tour de France

1964: 7º
1965: 23º
1966: 13º
1967: 2º
1968: 30º
- Vuelta a España

1961: 36º
1962: 46º
1963: 23º
1964: 5º
1965: 34º
1967: 20º

### Classiche monumento
- Milano-Sanremo

1969: 86º

### Competizioni mondiali
- Campionati del mondo

Sallanches 1964 - In linea: 40º
Nürburgring 1966 - In linea: ritirato